# 엘타티오

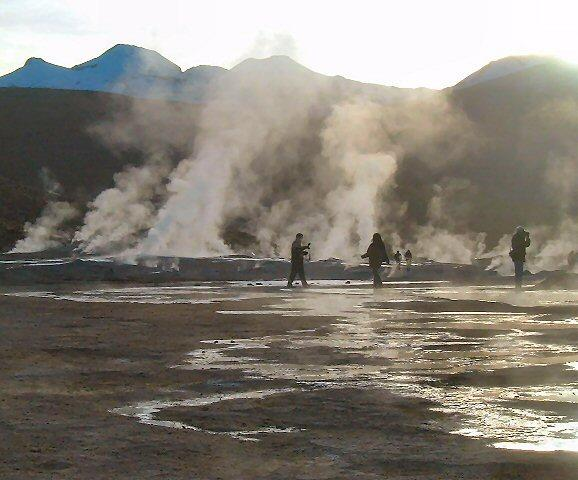
엘타티오의 간헐천

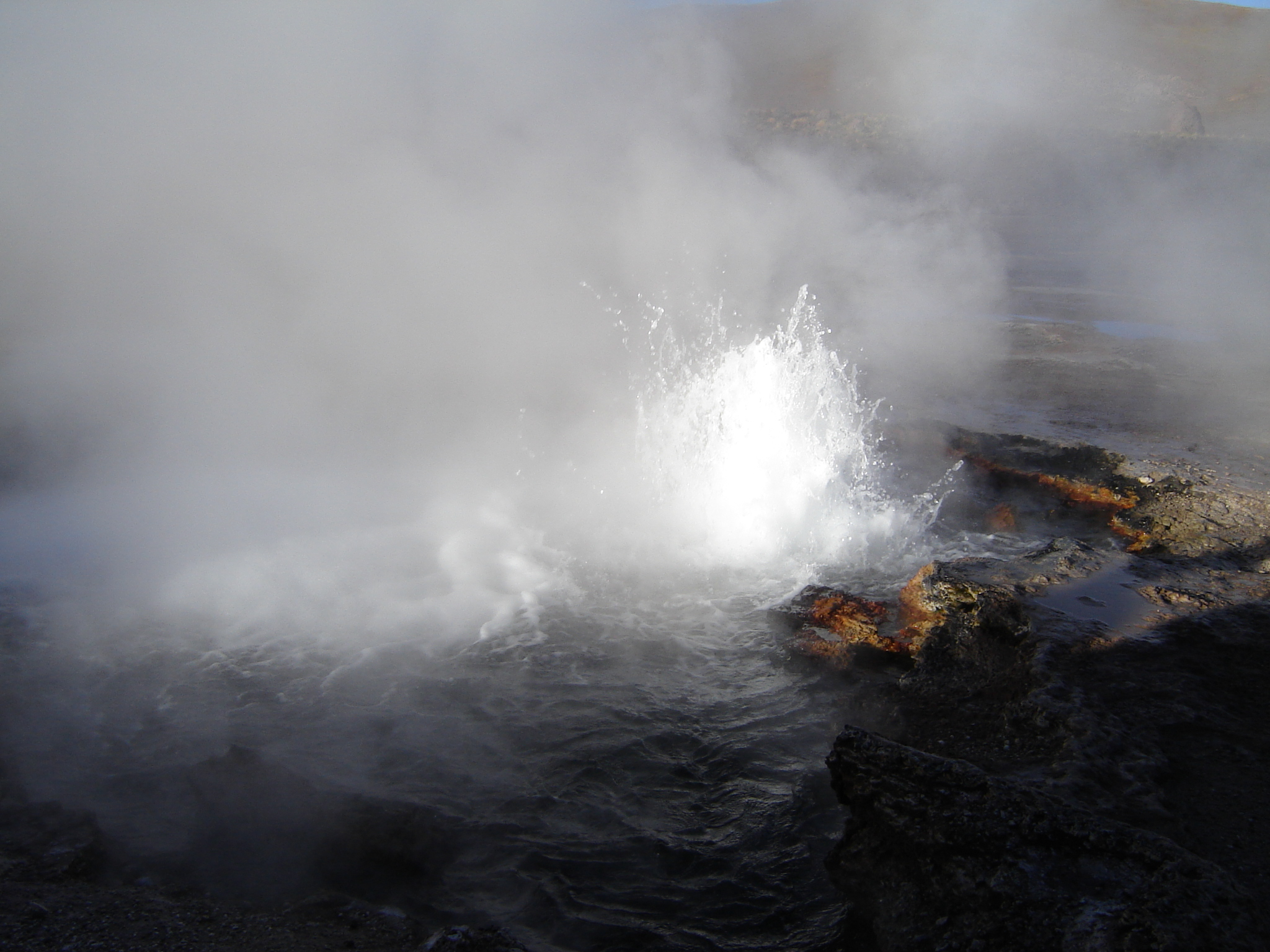
간헐천의 근접 사진

엘타티오(스페인어: El Tatio)는 칠레의 안데스산맥에 있는 간헐천 지대이다. 해발고도가 4,200 m이지만 세계에서 가장 높은 간헐천 지대는 아니다. 관광객들은 근처의 아타카마 사막을 여행하는 동안 들르기도 한다.
차가운 아침 공기가 응결된 대량의 증기가 각각의 간헐천에 얹히는 때인 일출 무렵에 제일 잘 볼 수 있다. 그리고 증기 기둥은 공기가 따뜻해지면 사라진다. 이곳의 뜨거운 간헐천의 물에 몸을 담글수도 할 수 있다. 그러나 엘 타티오의 특정 지역은 얇은 지면과 진흙이 끓기 때문에 아주 위험하다.
이곳에는 과거에 지열 발전을 하려던 흔적이 남아있는데, 최근에는 칠레 정부가 다시 그 안을 계획하고 있지만, 간헐천의 관광 상품성을 주장하는 국민들의 의견과 부딪히고 있다.
"엘 타티오"는 "the grandfather→할아버지"라는 뜻이다.

## 참고 자료
- Glennon, J.A., and Pfaff, R.M., 2003, The extraordinary thermal activity of El Tatio Geyser Field, Antofagasta Region, Chile, Geyser Observation and Study Association (GOSA) Transactions, vol 8. pp. 31-78. (article available from GOSA 보관됨 2020-10-31 - 웨이백 머신)